# Ösjön, Västerbotten
Ösjön är en sjö i Robertsfors kommun i Västerbotten och ingår i Dalkarlsån-Sävaråns kustområde. Sjön har en area på 0,729 kvadratkilometer och ligger 37 meter över havet. Sjön avvattnas av vattendraget Ratuån.

## Delavrinningsområde
Ösjön ingår i det delavrinningsområde (710902-173930) som SMHI kallar för Utloppet av Ösjön. Medelhöjden är 45 meter över havet och ytan är 5,55 kvadratkilometer. Räknas de 2 avrinningsområdena uppströms in blir den ackumulerade arean 47,37 kvadratkilometer. Avrinningsområdets utflöde Ratuån mynnar i havet. Avrinningsområdet består mestadels av skog (58 procent) och sankmarker (20 procent). Avrinningsområdet har 0,72 kvadratkilometer vattenytor vilket ger det en sjöprocent på 13,1 procent.